# Olympische Sommerspiele 2024/Fußball – Männer
Das olympische Fußballturnier der Männer von 2024 fand vom 24. Juli bis 9. August mit 16 Mannschaften statt. Pro Mannschaft durften maximal drei Spieler teilnehmen, die vor dem 1. Januar 2001 geboren wurden. Der Titelverteidiger, die brasilianische Mannschaft, die bei den Spielen in Tokio 2:1 nach Verlängerung im Finale gegen Spanien gewann, konnte sich nicht für die Spiele qualifizieren.

## Modus
Die 16 Mannschaften bestreiten die Vorrunde in vier Gruppen zu je vier Mannschaften. Die Erst- und Zweitplatzierten erreichen das Viertelfinale, dessen vier siegreiche Mannschaften in das Halbfinale einziehen. Die beiden Sieger der Halbfinals erreichen das Endspiel, während die beiden Verlierer den dritten Platz ausspielen. Endet ein Spiel in der K.-o.-Runde unentschieden, wird es um zweimal 15 Minuten verlängert. Ist dann noch keine Entscheidung gefallen, entscheidet das Elfmeterschießen.

## Vorrunde

### Gruppe A
| Pl. | Land               | Sp. | S | U | N | Tore    | Diff. | Punkte |
| --- | ------------------ | --- | - | - | - | ------- | ----- | ------ |
| 1.  | Frankreich         | 3   | 3 | 0 | 0 | 007:000 | +7    | 09     |
| 2.  | Vereinigte Staaten | 3   | 2 | 0 | 1 | 007:400 | +3    | 06     |
| 3.  | Neuseeland         | 3   | 1 | 0 | 2 | 003:800 | −5    | 03     |
| 4.  | Guinea             | 3   | 0 | 0 | 3 | 001:600 | −5    | 0      |

#### Guinea – Neuseeland 1:2 (0:1)
| Guinea                                                          | Guinea | Neuseeland | Neuseeland |
| --------------------------------------------------------------- | --- | --- | ---------- |
| Guinea                                                          | \| 1. Spieltag \| \| 24. Juli 2024 um 17:00 Uhr in Nizza (Stade de Nice) \| \| Zuschauer: 4.909 \| \| Schiedsrichter: Adel al-Naqbi ( Vereinigte Arabische Emirate) 1 \| \| Spielbericht \|                                                                                   | \| 1. Spieltag \| \| 24. Juli 2024 um 17:00 Uhr in Nizza (Stade de Nice) \| \| Zuschauer: 4.909 \| \| Schiedsrichter: Adel al-Naqbi ( Vereinigte Arabische Emirate) 1 \| \| Spielbericht \|                                                                         | Neuseeland |
| Guinea                                                          | Soumaila Sylla – Bangaly Cissé, Mohamed Soumah, Amadou Diawara, Madiou Keïta – Naby Keïta (87. Henry Camara), Abdoulaye Touré (73. Issiaga Camara), Aliou Baldé, Ilaix Moriba (74. Ousmane Camara), Amadou Diallo (79. Naby Oularé) – Algassime Bah Cheftrainer: Kaba Diawara | Alex Paulsen – Tyler Bindon, Finn Surman, Michael Boxall, Sam Sutton – Joe Bell, Matthew Garbett (84. Lukas Kelly-Heald), Lachlan Bayliss (77. Liam Gillion), Sarpreet Singh, Jay Herdman (77. Oskar van Hattum) – Ben Waine Cheftrainer: Darren Bazeley ( England) | Neuseeland |
| Guinea                                                          | 1:1 Diawara (72.) | 0:1 Garbett (25.) 1:2 Waine (76.) | Neuseeland |
| Guinea                                                          | Soumah (90.+9') | Bell (90.+5') | Neuseeland |
| Guinea                                                          | Garbett schießt Foulelfmeter links vorbei (24.) | | Neuseeland |
| 1. Spieltag                                                     | | |            |
| 24. Juli 2024 um 17:00 Uhr in Nizza (Stade de Nice)             | | |            |
| Zuschauer: 4.909                                                | | |            |
| Schiedsrichter: Adel al-Naqbi ( Vereinigte Arabische Emirate) 1 | | |            |
| Spielbericht                                                    | | |            |

#### Frankreich – Vereinigte Staaten 3:0 (0:0)
| Frankreich                                                | Frankreich | Vereinigte Staaten | Vereinigte Staaten |
| --------------------------------------------------------- | --- | --- | ------------------ |
| Frankreich                                                | \| 1. Spieltag \| \| 24. Juli 2024 um 21:00 Uhr in Marseille (Stade Vélodrome) \| \| Zuschauer: 48.721 \| \| Schiedsrichter: Yael Falcón ( Argentinien) 2 \| \| Spielbericht \| | \| 1. Spieltag \| \| 24. Juli 2024 um 21:00 Uhr in Marseille (Stade Vélodrome) \| \| Zuschauer: 48.721 \| \| Schiedsrichter: Yael Falcón ( Argentinien) 2 \| \| Spielbericht \| | Vereinigte Staaten |
| Frankreich                                                | Guillaume Restes – Kiliann Sildillia, Loïc Badé, Castello Lukeba, Adrien Truffert – Enzo Millot (70. Maghnes Akliouche), Manu Koné (87. Soungoutou Magassa), Joris Chotard, Michael Olise (82. Désiré Doué) – Jean-Philippe Mateta (70. Arnaud Kalimuendo), Alexandre Lacazette Cheftrainer: Thierry Henry | Patrick Schulte – Nathan Harriel, Walker Zimmerman, Miles Robinson, John Tolkin – Gianluca Busio (71. Maximilian Dietz), Tanner Tessmann , Djordje Mihailovic (76. Jack McGlynn) – Kevin Paredes (76. Griffin Yow), Duncan McGuire (87. Caleb Wiley), Paxten Aaronson (76. Taylor Booth) Cheftrainer: Marko Mitrović ( Serbien) | Vereinigte Staaten |
| Frankreich                                                | 1:0 Lacazette (61.) 2:0 Olise (69.) 3:0 Badé (85.) | | Vereinigte Staaten |
| Frankreich                                                | Sildillia (17.) | Paredes (37.) | Vereinigte Staaten |
| 1. Spieltag                                               | | |                    |
| 24. Juli 2024 um 21:00 Uhr in Marseille (Stade Vélodrome) | | |                    |
| Zuschauer: 48.721                                         | | |                    |
| Schiedsrichter: Yael Falcón ( Argentinien) 2              | | |                    |
| Spielbericht                                              | | |                    |

#### Neuseeland – Vereinigte Staaten 1:4 (0:3)
| Neuseeland                                                | Neuseeland | Vereinigte Staaten | Vereinigte Staaten |
| --------------------------------------------------------- | --- | --- | ------------------ |
| Neuseeland                                                | \| 2. Spieltag \| \| 27. Juli 2024 um 19:00 Uhr in Marseille (Stade Vélodrome) \| \| Zuschauer: 9.468 \| \| Schiedsrichter: Glenn Nyberg ( Schweden) 3 \| \| Spielbericht \| | \| 2. Spieltag \| \| 27. Juli 2024 um 19:00 Uhr in Marseille (Stade Vélodrome) \| \| Zuschauer: 9.468 \| \| Schiedsrichter: Glenn Nyberg ( Schweden) 3 \| \| Spielbericht \| | Vereinigte Staaten |
| Neuseeland                                                | Alex Paulsen – Tyler Bindon, Finn Surman, Michael Boxall, Sam Sutton – Matthew Garbett , Joe Bell (76. Matthew Sheridan), Lachlan Bayliss (46. Oskar van Hattum), Sarpreet Singh (84. Liam Gillion), Jay Herdman (46. Jesse Randall) – Ben Waine (76. Lukas Kelly-Heald) Cheftrainer: Darren Bazeley ( England) | Patrick Schulte – Nathan Harriel (69. Benjamin Cremaschi), Walker Zimmerman, Miles Robinson, John Tolkin – Kevin Paredes (69. Taylor Booth), Gianluca Busio (36. Jack McGlynn), Tanner Tessmann , Paxten Aaronson, Djordje Mihailovic (56. Maximilian Dietz) – Duncan McGuire (57. Griffin Yow) Cheftrainer: Marko Mitrović ( Serbien) | Vereinigte Staaten |
| Neuseeland                                                | 1:4 Randall (78.) | 0:1 Mihailovic (4., Foulelfmeter) 0:2 Zimmerman (10.) 0:3 Busio (30.) 0:4 Aaronson (58.) | Vereinigte Staaten |
| Neuseeland                                                | Sutton (65.) | Tessmann (45.+2') | Vereinigte Staaten |
| 2. Spieltag                                               | | |                    |
| 27. Juli 2024 um 19:00 Uhr in Marseille (Stade Vélodrome) | | |                    |
| Zuschauer: 9.468                                          | | |                    |
| Schiedsrichter: Glenn Nyberg ( Schweden) 3                | | |                    |
| Spielbericht                                              | | |                    |

#### Frankreich – Guinea 1:0 (0:0)
| Frankreich                                          | Frankreich | Guinea | Guinea |
| --------------------------------------------------- | --- | --- | ------ |
| Frankreich                                          | \| 2. Spieltag \| \| 27. Juli 2024 um 21:00 Uhr in Nizza (Stade de Nice) \| \| Zuschauer: 25.965 \| \| Schiedsrichter: Ilgiz Tantashev ( Usbekistan) 4 \| \| Spielbericht \| | \| 2. Spieltag \| \| 27. Juli 2024 um 21:00 Uhr in Nizza (Stade de Nice) \| \| Zuschauer: 25.965 \| \| Schiedsrichter: Ilgiz Tantashev ( Usbekistan) 4 \| \| Spielbericht \| | Guinea |
| Frankreich                                          | Guillaume Restes – Kiliann Sildillia, Loïc Badé, Castello Lukeba, Adrien Truffert – Maghnes Akliouche (59. Enzo Millot), Manu Koné, Joris Chotard, Michael Olise – Jean-Philippe Mateta (59. Arnaud Kalimuendo), Alexandre Lacazette (87. Désiré Doué) Cheftrainer: Thierry Henry | Soumaila Sylla – Bangaly Cissé, Mohamed Soumah, Madiou Keïta – Aliou Baldé, Amadou Diawara, Abdoulaye Touré (90.+4' Henry Camara), Amadou Diallo – Naby Keïta (77. Naby Oularé), Algassime Bah (90.+4' Issiaga Camara), Ilaix Moriba (84. Ousmane Camara) Cheftrainer: Kaba Diawara | Guinea |
| Frankreich                                          | 1:0 Sildillia (75.) | | Guinea |
| Frankreich                                          | Badé (45.+9'), Lacazette (49.), Koné (87.) | N. Keïta (74.), H. Camara (90.+6') | Guinea |
| 2. Spieltag                                         | | |        |
| 27. Juli 2024 um 21:00 Uhr in Nizza (Stade de Nice) | | |        |
| Zuschauer: 25.965                                   | | |        |
| Schiedsrichter: Ilgiz Tantashev ( Usbekistan) 4     | | |        |
| Spielbericht                                        | | |        |

#### Vereinigte Staaten – Guinea 3:0 (2:0)
| Vereinigte Staaten                                                    | Vereinigte Staaten | Guinea | Guinea |
| --------------------------------------------------------------------- | --- | --- | ------ |
| Vereinigte Staaten                                                    | \| 3. Spieltag \| \| 30. Juli 2024 um 19:00 Uhr in Saint-Étienne (Stade Geoffroy-Guichard) \| \| Zuschauer: 6.245 \| \| Schiedsrichterin: Tess Olofsson ( Schweden) 5 \| \| Spielbericht \| | \| 3. Spieltag \| \| 30. Juli 2024 um 19:00 Uhr in Saint-Étienne (Stade Geoffroy-Guichard) \| \| Zuschauer: 6.245 \| \| Schiedsrichterin: Tess Olofsson ( Schweden) 5 \| \| Spielbericht \| | Guinea |
| Vereinigte Staaten                                                    | Patrick Schulte – Nathan Harriel, Walker Zimmerman, Miles Robinson, John Tolkin – Tanner Tessmann , Maximilian Dietz (52. Josh Atencio), Djordje Mihailovic (52. Jack McGlynn) – Kevin Paredes (78. Caleb Wiley), Paxten Aaronson (66. Duncan McGuire), Griffin Yow (66. Taylor Booth) Cheftrainer: Marko Mitrović ( Serbien) | Soumaila Sylla (46. Mory Keïta) – Bangaly Cissé (28. Naby Oularé), Mohamed Soumah, Madiou Keïta – Aliou Baldé, Abdoulaye Touré, Amadou Diawara (63. Issiaga Camara), Amadou Diallo (85. Chérif Camara) – Ousmane Camara, Algassime Bah (63. Henry Camara), Ilaix Moriba Cheftrainer: Kaba Diawara | Guinea |
| Vereinigte Staaten                                                    | 1:0 Mihailovic (14.) 2:0 Paredes (31.) 3:0 Paredes (75.) | | Guinea |
| Vereinigte Staaten                                                    | Dietz (36.) | O. Camara (38.) | Guinea |
| 3. Spieltag                                                           | | |        |
| 30. Juli 2024 um 19:00 Uhr in Saint-Étienne (Stade Geoffroy-Guichard) | | |        |
| Zuschauer: 6.245                                                      | | |        |
| Schiedsrichterin: Tess Olofsson ( Schweden) 5                         | | |        |
| Spielbericht                                                          | | |        |

#### Neuseeland – Frankreich 0:3 (0:1)
| Neuseeland                                                | Neuseeland | Frankreich | Frankreich |
| --------------------------------------------------------- | --- | --- | ---------- |
| Neuseeland                                                | \| 3. Spieltag \| \| 30. Juli 2024 um 19:00 Uhr in Marseille (Stade Vélodrome) \| \| Zuschauer: 45.790 \| \| Schiedsrichterin: Katia García ( Mexiko) 6 \| \| Spielbericht \| | \| 3. Spieltag \| \| 30. Juli 2024 um 19:00 Uhr in Marseille (Stade Vélodrome) \| \| Zuschauer: 45.790 \| \| Schiedsrichterin: Katia García ( Mexiko) 6 \| \| Spielbericht \| | Frankreich |
| Neuseeland                                                | Alex Paulsen – Sam Sutton (79. Matthew Sheridan), Finn Surman (79. Jay Herdman), Michael Boxall, Tyler Bindon, Lukas Kelly-Heald – Joe Bell, Sarpreet Singh (90.+1' Liam Gillion), Matthew Garbett – Oskar van Hattum (46. Lachlan Bayliss), Ben Waine (85. Fin Conchie) Cheftrainer: Darren Bazeley ( England) | Obed Nkambadio – Chrislain Matsima, Soungoutou Magassa, Castello Lukeba (78. Loïc Badé), Bradley Locko – Désiré Doué (78. Joris Chotard), Johann Lepenant, Andy Diouf, Rayan Cherki (65. Michael Olise) – Arnaud Kalimuendo, Jean-Philippe Mateta (66. Maghnes Akliouche) Cheftrainer: Thierry Henry | Frankreich |
| Neuseeland                                                | 0:1 Mateta (19.) 0:2 Doué (71.) 0:3 Kalimuendo (74.) | | Frankreich |
| Neuseeland                                                | Kelly-Heald (63.) | | Frankreich |
| 3. Spieltag                                               | | |            |
| 30. Juli 2024 um 19:00 Uhr in Marseille (Stade Vélodrome) | | |            |
| Zuschauer: 45.790                                         | | |            |
| Schiedsrichterin: Katia García ( Mexiko) 6                | | |            |
| Spielbericht                                              | | |            |

### Gruppe B
| Pl.                                                                              | Land        | Sp. | S | U | N | Tore    | Diff. | Punkte |
| -------------------------------------------------------------------------------- | ----------- | --- | - | - | - | ------- | ----- | ------ |
| 1.                                                                               | Marokko     | 3   | 2 | 0 | 1 | 006:300 | +3    | 06     |
| 2.                                                                               | Argentinien | 3   | 2 | 0 | 1 | 006:300 | +3    | 06     |
| 3.                                                                               | Ukraine     | 3   | 1 | 0 | 2 | 003:500 | −2    | 03     |
| 4.                                                                               | Irak        | 3   | 1 | 0 | 2 | 003:700 | −4    | 03     |
| Für die Platzierung von Platz 1 und 2 war der direkte Vergleich (2:1) maßgeblich |             |     |   |   |   |         |       |        |

#### Argentinien – Marokko 1:2 (0:1)
| Argentinien                                                           | Argentinien | Marokko | Marokko |
| --------------------------------------------------------------------- | --- | --- | ------- |
| Argentinien                                                           | \| 1. Spieltag \| \| 24. Juli 2024 um 15:00 Uhr in Saint-Étienne (Stade Geoffroy-Guichard) \| \| Zuschauer: 26.717 \| \| Schiedsrichter: Glenn Nyberg ( Schweden) 8 \| \| Spielbericht \| | \| 1. Spieltag \| \| 24. Juli 2024 um 15:00 Uhr in Saint-Étienne (Stade Geoffroy-Guichard) \| \| Zuschauer: 26.717 \| \| Schiedsrichter: Glenn Nyberg ( Schweden) 8 \| \| Spielbericht \| | Marokko |
| Argentinien                                                           | Gerónimo Rulli – Joaquín García (84. Claudio Echeverri), Marco Di Cesare, Nicolás Otamendi , Julio Soler (69. Bruno Amione) – Thiago Almada, Cristian Medina, Santiago Hezze (69. Ezequiel Fernández), Kevin Zenón (54. Giuliano Simeone) – Lucas Beltrán (69. Luciano Gondou), Julián Álvarez Cheftrainer: Javier Mascherano | Munir El Kajoui – Achraf Hakimi , Oussama El Azzouzi (80. Akram Nakach), Mehdi Boukamir, Zakaria El Ouahdi – Ilias Akhomach (59. Abde Ezzalzouli), Oussama Targhalline, Amir Richardson, Eliesse Ben Seghir (80. Yassine Kechta), Bilal El Khannous (90.+2' Benjamin Bouchouari) – Soufiane Rahimi Cheftrainer: Tarik Sektioui | Marokko |
| Argentinien                                                           | 1:2 Simeone (68.) | 0:1 Rahimi (45.+2') 0:2 Rahimi (51., Foulelfmeter) | Marokko |
| Argentinien                                                           | Fernández (88.), Di Cesare (90.+9') | Akhomach (39.), El Khannouss (45.+3'), El Ouahdi (61.), Rahimi (70.), Targhalline (87.), El Kajoui (89.) | Marokko |
| 1. Spieltag                                                           | | |         |
| 24. Juli 2024 um 15:00 Uhr in Saint-Étienne (Stade Geoffroy-Guichard) | | |         |
| Zuschauer: 26.717                                                     | | |         |
| Schiedsrichter: Glenn Nyberg ( Schweden) 8                            | | |         |
| Spielbericht                                                          | | |         |

Die Partie endete mit einem Eklat: In der 16. Minute der Nachspielzeit gelang Argentinien der vermeintliche Ausgleich zum 2:2, woraufhin es zu einem Platzsturm durch marokkanische Zuschauer aus Wut über die lange Nachspielzeit kam. Zeitgleich untersuchte der Videoschiedsrichter (VAR) das Tor, und es herrschte große Verwirrung, ob das Spiel bereits durch Schiedsrichter Nyberg beendet worden sei oder trotz des Platzsturms noch lief. Nach zweistündiger Unterbrechung wurde das Spiel vor nahezu leeren Rängen fortgesetzt. Zudem erkannte der VAR das vermeintliche Tor zum 2:2 wegen einer Abseitsstellung ab. In der restlichen Nachspielzeit konnte Argentinien nicht mehr ausgleichen, und das Spiel endete 1:2 für Marokko – etwa vier Stunden nach Anpfiff.

#### Irak – Ukraine 2:1 (0:0)
| Irak                                               | Irak | Ukraine | Ukraine |
| -------------------------------------------------- | --- | --- | ------- |
| Irak                                               | \| 1. Spieltag \| \| 24. Juli 2024 um 19:00 Uhr in Lyon (Stade de Lyon) \| \| Zuschauer: 10.637 \| \| Schiedsrichter: Mahmood Ismail ( Sudan) 7 \| \| Spielbericht \| | \| 1. Spieltag \| \| 24. Juli 2024 um 19:00 Uhr in Lyon (Stade de Lyon) \| \| Zuschauer: 10.637 \| \| Schiedsrichter: Mahmood Ismail ( Sudan) 7 \| \| Spielbericht \| | Ukraine |
| Irak                                               | Hussein Hasan – Mustafa Saadoon, Hussein Amer, Zaid Tahseen, Ahmed Maknzi – Ibrahim Bayesh, Karrar Mohammed, Hussein Ali (58. Ali Jasim), Muntadher Mohammed (58. Nihad Mohammed), Youssef Amyn (79. Karrar Saad) – Ayman Hussein (90.+12' Josef al-Imam) Cheftrainer: Radhi Shenaishil | Kiril Fessjun – Illja Krupskyj, Maksym Talowjerow (73. Wolodymyr Saljuk), Arsenij Batahow, Oleksandr Martynjuk – Maksym Chlan, Walentyn Rubtschynskyj, Mykola Mychajlenko (73. Oleh Fedor), Maksym Braharu (73. Oleksij Sytsch) – Dmytro Kryskiw (79. Oleh Otscheretko), Danylo Sikan (79. Ihor Krasnopir) Cheftrainer: Ruslan Rotan | Ukraine |
| Irak                                               | 1:1 Hussein (57., Foulelfmeter) 2:1 Jasim (75.) | 0:1 Rubtschynskyj (53.) | Ukraine |
| Irak                                               | Amer (52.), Hasan (90.+13') | Kryskiw (26.), Talowjerow (56.), Braharu (56.) | Ukraine |
| 1. Spieltag                                        | | |         |
| 24. Juli 2024 um 19:00 Uhr in Lyon (Stade de Lyon) | | |         |
| Zuschauer: 10.637                                  | | |         |
| Schiedsrichter: Mahmood Ismail ( Sudan) 7          | | |         |
| Spielbericht                                       | | |         |

#### Argentinien – Irak 3:1 (1:1)
| Argentinien                                        | Argentinien | Irak | Irak |
| -------------------------------------------------- | --- | --- | ---- |
| Argentinien                                        | \| 2. Spieltag \| \| 27. Juli 2024 um 15:00 Uhr in Lyon (Stade de Lyon) \| \| Zuschauer: 30.008 \| \| Schiedsrichter: Espen Eskås ( Norwegen) 9 \| \| Spielbericht \| | \| 2. Spieltag \| \| 27. Juli 2024 um 15:00 Uhr in Lyon (Stade de Lyon) \| \| Zuschauer: 30.008 \| \| Schiedsrichter: Espen Eskås ( Norwegen) 9 \| \| Spielbericht \| | Irak |
| Argentinien                                        | Gerónimo Rulli – Joaquín García (60. Gonzalo Luján), Marco Di Cesare, Nicolás Otamendi , Julio Soler (60. Kevin Zenón) – Cristian Medina, Ezequiel Fernández, Santiago Hezze (60. Luciano Gondou), Thiago Almada (86. Bruno Amione) – Lucas Beltrán (45.+2' Giuliano Simeone), Julián Álvarez Cheftrainer: Javier Mascherano | Hussein Hasan – Mustafa Saadoon (60. Hussein Ali), Hussein Amer, Zaid Tahseen, Ahmed Maknzi – Ibrahim Bayesh (76. Muntadher Abdulameer), Karrar Mohammed (87. Karrar Saad), Nihad Mohammed (60. Muntadher Mohammed), Ali Jasim (87. Hussein Lawend), Youssef Amyn – Ayman Hussein Cheftrainer: Radhi Shenaishil | Irak |
| Argentinien                                        | 1:0 Almada (14.) 2:1 Gondou (62.) 3:1 Fernández (85.) | 1:1 Hussein (45.+5') | Irak |
| Argentinien                                        | García (50.), Gondou (90.) | Tahseen (46.), N. Mohammed (52.) | Irak |
| 2. Spieltag                                        | | |      |
| 27. Juli 2024 um 15:00 Uhr in Lyon (Stade de Lyon) | | |      |
| Zuschauer: 30.008                                  | | |      |
| Schiedsrichter: Espen Eskås ( Norwegen) 9          | | |      |
| Spielbericht                                       | | |      |

#### Ukraine – Marokko 2:1 (1:0)
| Ukraine                                                               | Ukraine | Marokko | Marokko |
| --------------------------------------------------------------------- | --- | --- | ------- |
| Ukraine                                                               | \| 2. Spieltag \| \| 27. Juli 2024 um 17:00 Uhr in Saint-Étienne (Stade Geoffroy-Guichard) \| \| Zuschauer: 28.655 \| \| Schiedsrichter: Said Martínez ( Honduras) 10 \| \| Spielbericht \| | \| 2. Spieltag \| \| 27. Juli 2024 um 17:00 Uhr in Saint-Étienne (Stade Geoffroy-Guichard) \| \| Zuschauer: 28.655 \| \| Schiedsrichter: Said Martínez ( Honduras) 10 \| \| Spielbericht \| | Marokko |
| Ukraine                                                               | Kiril Fessjun – Illja Krupskyj, Wolodymyr Saljuk, Arsenij Batahow, Oleksandr Martynjuk (74. Oleksij Sytsch) – Maksym Chlan, Walentyn Rubtschynskyj, Mykola Mychajlenko (78. Oleh Fedor), Maksym Braharu (65. Oleh Otscheretko) – Dmytro Kryskiw (65. Maksym Talowjerow), Danylo Sikan (65. Ihor Krasnopir) Cheftrainer: Ruslan Rotan | Munir El Kajoui – Achraf Hakimi , Oussama El Azzouzi (87. Akram Nakach), Mehdi Boukamir (74. Yassine Kechta), Zakaria El Ouahdi – Abde Ezzalzouli, Amir Richardson, Oussama Targhalline, Eliesse Ben Seghir (87. Ilias Akhomach), Bilal El Khannous – Soufiane Rahimi (87. Mehdi Maouhoub) Cheftrainer: Tarik Sektioui | Marokko |
| Ukraine                                                               | 1:0 Kryskiw (22.) 2:1 Krasnopir (90.+8') | 1:1 Rahimi (64., Foulelfmeter) | Marokko |
| Ukraine                                                               | Sikan (34.), Chlan (52.), Rubtschynskyj (72.), Krupskyj (79.), Rotan (81., Trainer), Sytsch (90.) | Richardson (37.), Hakimi (71.) | Marokko |
| Ukraine                                                               | Saljuk (63.) | | Marokko |
| 2. Spieltag                                                           | | |         |
| 27. Juli 2024 um 17:00 Uhr in Saint-Étienne (Stade Geoffroy-Guichard) | | |         |
| Zuschauer: 28.655                                                     | | |         |
| Schiedsrichter: Said Martínez ( Honduras) 10                          | | |         |
| Spielbericht                                                          | | |         |

#### Ukraine – Argentinien 0:2 (0:0)
| Ukraine                                            | Ukraine | Argentinien | Argentinien |
| -------------------------------------------------- | --- | --- | ----------- |
| Ukraine                                            | \| 3. Spieltag \| \| 30. Juli 2024 um 17:00 Uhr in Lyon (Stade de Lyon) \| \| Zuschauer: 10.017 \| \| Schiedsrichter: Dahane Beida ( Mauretanien) 11 \| \| Spielbericht \| | \| 3. Spieltag \| \| 30. Juli 2024 um 17:00 Uhr in Lyon (Stade de Lyon) \| \| Zuschauer: 10.017 \| \| Schiedsrichter: Dahane Beida ( Mauretanien) 11 \| \| Spielbericht \| | Argentinien |
| Ukraine                                            | Kiril Fessjun – Illja Krupskyj, Maksym Talowjerow, Arsenij Batahow, Oleksandr Martynjuk (68. Oleksij Sytsch) – Maksym Chlan (78. Wladyslaw Weleten), Walentyn Rubtschynskyj, Mykola Mychajlenko (59. Oleh Fedor), Maksym Braharu (59. Oleh Otscheretko) – Dmytro Kryskiw, Danylo Sikan (59. Ihor Krasnopir) Cheftrainer: Ruslan Rotan | Gerónimo Rulli – Gonzalo Luján, Marco Di Cesare, Nicolás Otamendi , Julio Soler (68. Bruno Amione) – Giuliano Simeone, Cristian Medina, Ezequiel Fernández (68. Kevin Zenón), Thiago Almada (81. Claudio Echeverri) – Luciano Gondou (59. Santiago Hezze), Julián Álvarez (81. Lucas Beltrán) Cheftrainer: Javier Mascherano | Argentinien |
| Ukraine                                            | 0:1 Almada (47.) 0:2 Echeverri (90.+1') | | Argentinien |
| Ukraine                                            | Rubtschynskyj (53.), Weleten (82.) | | Argentinien |
| 3. Spieltag                                        | | |             |
| 30. Juli 2024 um 17:00 Uhr in Lyon (Stade de Lyon) | | |             |
| Zuschauer: 10.017                                  | | |             |
| Schiedsrichter: Dahane Beida ( Mauretanien) 11     | | |             |
| Spielbericht                                       | | |             |

#### Marokko – Irak 3:0 (3:0)
| Marokko                                             | Marokko | Irak | Irak |
| --------------------------------------------------- | --- | --- | ---- |
| Marokko                                             | \| 3. Spieltag \| \| 30. Juli 2024 um 17:00 Uhr in Nizza (Stade de Nice) \| \| Zuschauer: 19.300 \| \| Schiedsrichter: Ramon Abatti ( Brasilien) 12 \| \| Spielbericht \| | \| 3. Spieltag \| \| 30. Juli 2024 um 17:00 Uhr in Nizza (Stade de Nice) \| \| Zuschauer: 19.300 \| \| Schiedsrichter: Ramon Abatti ( Brasilien) 12 \| \| Spielbericht \| | Irak |
| Marokko                                             | Munir El Kajoui – Achraf Hakimi , Oussama El Azzouzi (85. Adil Tahif), Mehdi Boukamir, Zakaria El Ouahdi – Ilias Akhomach (67. Eliesse Ben Seghir), Amir Richardson (62. Benjamin Bouchouari), Oussama Targhalline (62. Yassine Kechta), Abde Ezzalzouli, Bilal El Khannous – Soufiane Rahimi (62. Mehdi Maouhoub) Cheftrainer: Tarik Sektioui | Hussein Hasan – Mustafa Saadoon (79. Hussein Ali), Hussein Amer, Saad Natiq, Ahmed Maknzi – Karrar Mohammed, Muntadher Mohammed (46. Josef al-Imam), Youssef Amyn (32. Nihad Mohammed), Ibrahim Bayesh, Karrar Saad (32. Ali Jasim) – Ayman Hussein Cheftrainer: Radhi Shenaishil | Irak |
| Marokko                                             | 1:0 Richardson (19.) 2:0 Rahimi (28.) 3:0 Ezzalzouli (36.) | | Irak |
| Marokko                                             | K. Mohammed (9.), Maknzi (30.) | | Irak |
| 3. Spieltag                                         | | |      |
| 30. Juli 2024 um 17:00 Uhr in Nizza (Stade de Nice) | | |      |
| Zuschauer: 19.300                                   | | |      |
| Schiedsrichter: Ramon Abatti ( Brasilien) 12        | | |      |
| Spielbericht                                        | | |      |

### Gruppe C
| Pl. | Land                    | Sp. | S | U | N | Tore    | Diff. | Punkte |
| --- | ----------------------- | --- | - | - | - | ------- | ----- | ------ |
| 1.  | Ägypten                 | 3   | 2 | 1 | 0 | 003:100 | +2    | 07     |
| 2.  | Spanien                 | 3   | 2 | 0 | 1 | 006:400 | +2    | 06     |
| 3.  | Dominikanische Republik | 3   | 0 | 2 | 1 | 002:400 | −2    | 02     |
| 4.  | Usbekistan              | 3   | 0 | 1 | 2 | 002:400 | −2    | 01     |

#### Usbekistan – Spanien 1:2 (1:1)
| Usbekistan                                             | Usbekistan | Spanien | Spanien |
| ------------------------------------------------------ | --- | --- | ------- |
| Usbekistan                                             | \| 1. Spieltag \| \| 24. Juli 2024 um 15:00 Uhr in Paris (Parc des Princes) \| \| Zuschauer: 33.732 \| \| Schiedsrichter: Dahane Beida ( Mauretanien) 13 \| \| Spielbericht \| | \| 1. Spieltag \| \| 24. Juli 2024 um 15:00 Uhr in Paris (Parc des Princes) \| \| Zuschauer: 33.732 \| \| Schiedsrichter: Dahane Beida ( Mauretanien) 13 \| \| Spielbericht \|                                                                                                  | Spanien |
| Usbekistan                                             | Abduvohid Neʼmatov – Muhammadqodir Hamroliyev, Husniddin Aliqulov, Abduqodir Xusanov, Ibrohimxalil Yoʻldoshev – Abdurauf Boʻriyev (67. Ruslanbek Jiyanov), Umarali Rahmonaliyev, Jasurbek Jaloliddinov (67. Diyor Xolmatov), Abbosbek Fayzullayev, Oston Urunov (59. Husayin Norchayev) – Eldor Shomurodov (79. Ibrohim Ibrohimov) Cheftrainer: Temur Kapadze | Arnau Tenas – Marc Pubill, Eric García, Pau Cubarsí (46. Jon Pacheco), Juan Miranda – Pablo Barrios, Álex Baena (87. Beñat Turrientes), Aimar Oroz (76. Diego López), Fermín López (76. Adrián Bernabé), Sergio Gómez – Abel Ruiz (87. Samu Omorodion) Cheftrainer: Santi Denia | Spanien |
| Usbekistan                                             | 1:1 Shomurodov (45.+3', Foulelfmeter) | 0:1 Pubill (28.) 1:2 Gómez (62.) | Spanien |
| Usbekistan                                             | Jaloliddinov (36.), Boʻriyev (61.), Xolmatov (68.) | Cubarsí (7.), Pubill (37.), Bernabé (80.), Ruiz (82.), Omorodion (90.+8') | Spanien |
| Usbekistan                                             | Neʼmatov hält Foulelfmeter von Gómez (59.) | | Spanien |
| 1. Spieltag                                            | | |         |
| 24. Juli 2024 um 15:00 Uhr in Paris (Parc des Princes) | | |         |
| Zuschauer: 33.732                                      | | |         |
| Schiedsrichter: Dahane Beida ( Mauretanien) 13         | | |         |
| Spielbericht                                           | | |         |

#### Ägypten – Dominikanische Republik 0:0
| Ägypten                                                      | Ägypten | Dominikanische Republik | Dominikanische Republik |
| ------------------------------------------------------------ | --- | --- | ----------------------- |
| Ägypten                                                      | \| 1. Spieltag \| \| 24. Juli 2024 um 17:00 Uhr in Nantes (Stade Louis-Fonteneau) \| \| Zuschauer: 13.945 \| \| Schiedsrichterin: Yoshimi Yamashita ( Japan) 14 \| \| Spielbericht \|                                                                                               | \| 1. Spieltag \| \| 24. Juli 2024 um 17:00 Uhr in Nantes (Stade Louis-Fonteneau) \| \| Zuschauer: 13.945 \| \| Schiedsrichterin: Yoshimi Yamashita ( Japan) 14 \| \| Spielbericht \| | Dominikanische Republik |
| Ägypten                                                      | Hamza Alaa – Ahmed Eid, Omar Fayed, Hossam Abdelmaguid, Karim El Debes (87. Mohamed Hamdy) – Mohamed Shehata, Mohamed Elneny , Ahmed Atef (87. Ziad Kamal) – Ahmed Sayed, Osama Faisal (77. Bilal Mazhar), Ibrahim Adel (87. Mostafa Saad) Cheftrainer: Rogério Micale ( Brasilien) | Xavier Valdez – Edgar Pujol, Luiyi de Lucas, Joao Urbáez – Francisco Reyes Marizan, Fabian Messina (77. Omar de la Cruz), Heinz Mörschel, Rafael Núñez (90.+3' Nelson Lemaire) – Peter González (77. José de León), Nowend Lorenzo (77. Josué Báez), Óscar Ureña (77. Edison Azcona) Cheftrainer: Ibai Gómez ( Spanien) | Dominikanische Republik |
| Ägypten                                                      | Fayed (68.) | Messina (44.), Báez (85.) | Dominikanische Republik |
| 1. Spieltag                                                  | | |                         |
| 24. Juli 2024 um 17:00 Uhr in Nantes (Stade Louis-Fonteneau) | | |                         |
| Zuschauer: 13.945                                            | | |                         |
| Schiedsrichterin: Yoshimi Yamashita ( Japan) 14              | | |                         |
| Spielbericht                                                 | | |                         |

#### Dominikanische Republik – Spanien 1:3 (1:1)
| Dominikanische Republik                                          | Dominikanische Republik | Spanien | Spanien |
| ---------------------------------------------------------------- | --- | --- | ------- |
| Dominikanische Republik                                          | \| 2. Spieltag \| \| 27. Juli 2024 um 15:00 Uhr in Bordeaux (Stade Matmut-Atlantique) \| \| Zuschauer: 16.099 \| \| Schiedsrichter: Adel al-Naqbi ( Vereinigte Arabische Emirate) 15 \| \| Spielbericht \| | \| 2. Spieltag \| \| 27. Juli 2024 um 15:00 Uhr in Bordeaux (Stade Matmut-Atlantique) \| \| Zuschauer: 16.099 \| \| Schiedsrichter: Adel al-Naqbi ( Vereinigte Arabische Emirate) 15 \| \| Spielbericht \|                                                                           | Spanien |
| Dominikanische Republik                                          | Enrique Bösl – Edgar Pujol, Luiyi de Lucas, Joao Urbáez – Francisco Reyes Marizan (79. José de León), Omar de la Cruz (60. Óscar Ureña), Heinz Mörschel (90. Josué Báez), Ángel Montes de Oca, Nelson Lemaire (60. Rafael Núñez) – Nowend Lorenzo (46. Peter González), Edison Azcona Cheftrainer: Ibai Gómez ( Spanien) | Arnau Tenas – Juanlu Sánchez, Eric García, Pau Cubarsí (66. Jon Pacheco), Juan Miranda (66. Miguel Gutiérrez) – Pablo Barrios (66. Adrián Bernabé), Álex Baena (78. Diego López), Aimar Oroz, Fermín López (77. Beñat Turrientes), Sergio Gómez – Abel Ruiz Cheftrainer: Santi Denia | Spanien |
| Dominikanische Republik                                          | 1:1 Montes de Oca (38.) | 0:1 F. López (24.) 1:2 Baena (55.) 1:3 Gutiérrez (70.) | Spanien |
| Dominikanische Republik                                          | Cubarsí (45.+1'), Pacheco (90.+3') | | Spanien |
| Dominikanische Republik                                          | Azcona (45.+1') | | Spanien |
| 2. Spieltag                                                      | | |         |
| 27. Juli 2024 um 15:00 Uhr in Bordeaux (Stade Matmut-Atlantique) | | |         |
| Zuschauer: 16.099                                                | | |         |
| Schiedsrichter: Adel al-Naqbi ( Vereinigte Arabische Emirate) 15 | | |         |
| Spielbericht                                                     | | |         |

#### Usbekistan – Ägypten 0:1 (0:1)
| Usbekistan                                                   | Usbekistan | Ägypten | Ägypten |
| ------------------------------------------------------------ | --- | --- | ------- |
| Usbekistan                                                   | \| 2. Spieltag \| \| 27. Juli 2024 um 17:00 Uhr in Nantes (Stade Louis-Fonteneau) \| \| Zuschauer: 20.658 \| \| Schiedsrichter: Campbell-Kirk Kawana-Waugh ( Neuseeland) 16 \| \| Spielbericht \| | \| 2. Spieltag \| \| 27. Juli 2024 um 17:00 Uhr in Nantes (Stade Louis-Fonteneau) \| \| Zuschauer: 20.658 \| \| Schiedsrichter: Campbell-Kirk Kawana-Waugh ( Neuseeland) 16 \| \| Spielbericht \|                                                                                         | Ägypten |
| Usbekistan                                                   | Abduvohid Neʼmatov – Muhammadqodir Hamroliyev, Husniddin Aliqulov, Abduqodir Xusanov, Zafarmurod Abdurahmatov – Diyor Xolmatov (64. Umarali Rahmonaliyev), Abdurauf Boʻriyev (72. Husayin Norchayev), Abbosbek Fayzullayev, Jasurbek Jaloliddinov (72. Ibrohim Ibrohimov), Oston Urunov (46. Ruslanbek Jiyanov) – Eldor Shomurodov (84. Alisher Odilov) Cheftrainer: Temur Kapadze | Hamza Alaa – Ahmed Eid, Omar Fayed, Hossam Abdelmaguid, Karim El Debes – Mohamed Shehata (64. Ahmed Atef), Mohamed Elneny , Ahmed Nabil Koka – Ahmed Sayed (65. Mostafa Saad), Osama Faisal (87. Bilal Mazhar), Ibrahim Adel (90.+2' Ziad Kamal) Cheftrainer: Rogério Micale ( Brasilien) | Ägypten |
| Usbekistan                                                   | 0:1 Koka (11.) | | Ägypten |
| Usbekistan                                                   | Rahmonaliyev (86.) | Shehata (13.), Mazhar (90.+4') | Ägypten |
| 2. Spieltag                                                  | | |         |
| 27. Juli 2024 um 17:00 Uhr in Nantes (Stade Louis-Fonteneau) | | |         |
| Zuschauer: 20.658                                            | | |         |
| Schiedsrichter: Campbell-Kirk Kawana-Waugh ( Neuseeland) 16  | | |         |
| Spielbericht                                                 | | |         |

#### Spanien – Ägypten 1:2 (0:1)
| Spanien                                                          | Spanien | Ägypten | Ägypten |
| ---------------------------------------------------------------- | --- | --- | ------- |
| Spanien                                                          | \| 3. Spieltag \| \| 30. Juli 2024 um 15:00 Uhr in Bordeaux (Stade Matmut-Atlantique) \| \| Zuschauer: 12.180 \| \| Schiedsrichter: Drew Fischer ( Kanada) 17 \| \| Spielbericht \| | \| 3. Spieltag \| \| 30. Juli 2024 um 15:00 Uhr in Bordeaux (Stade Matmut-Atlantique) \| \| Zuschauer: 12.180 \| \| Schiedsrichter: Drew Fischer ( Kanada) 17 \| \| Spielbericht \| | Ägypten |
| Spanien                                                          | Alejandro Iturbe (46. Arnau Tenas) – Marc Pubill (46. Juanlu Sánchez), Cristhian Mosquera, Jon Pacheco, Miguel Gutiérrez (68. Juan Miranda) – Adrián Bernabé (63. Fermín López), Beñat Turrientes (63. Pablo Barrios), Diego López, Sergio Camello , Aimar Oroz (46. Sergio Gómez) – Samu Omorodion Cheftrainer: Santi Denia | Hamza Alaa – Ahmed Eid (90.+7' Ziad Kamal), Omar Fayed (70. Mohamed Tarek), Hossam Abdelmaguid, Karim El Debes (46. Mahmoud Saber) – Mohamed Shehata (81. Ahmed Atef), Mohamed Elneny , Ahmed Nabil Koka – Ahmed Sayed, Osama Faisal (81. Bilal Mazhar), Ibrahim Adel Cheftrainer: Rogério Micale ( Brasilien) | Ägypten |
| Spanien                                                          | 1:2 Omorodion (90.) | 0:1 Adel (40.) 0:2 Adel (62.) | Ägypten |
| Spanien                                                          | Eid (6.) | | Ägypten |
| 3. Spieltag                                                      | | |         |
| 30. Juli 2024 um 15:00 Uhr in Bordeaux (Stade Matmut-Atlantique) | | |         |
| Zuschauer: 12.180                                                | | |         |
| Schiedsrichter: Drew Fischer ( Kanada) 17                        | | |         |
| Spielbericht                                                     | | |         |

#### Dominikanische Republik –  Usbekistan 1:1 (0:0)
| Dominikanische Republik                                | Dominikanische Republik | Usbekistan | Usbekistan |
| ------------------------------------------------------ | --- | --- | ---------- |
| Dominikanische Republik                                | \| 3. Spieltag \| \| 30. Juli 2024 um 15:00 Uhr in Paris (Parc des Princes) \| \| Zuschauer: 30.475 \| \| Schiedsrichter: Mahmood Ismail ( Sudan) 18 \| \| Spielbericht \| | \| 3. Spieltag \| \| 30. Juli 2024 um 15:00 Uhr in Paris (Parc des Princes) \| \| Zuschauer: 30.475 \| \| Schiedsrichter: Mahmood Ismail ( Sudan) 18 \| \| Spielbericht \| | Usbekistan |
| Dominikanische Republik                                | Xavier Valdez – Edgar Pujol, Rafael Núñez, Luiyi de Lucas (88. Thomas Jungbauer), Joao Urbáez (82. Nelson Lemaire) – Peter González, Heinz Mörschel, Ángel Montes de Oca, José de León (46. Francisco Reyes Marizan) – Nowend Lorenzo (65. Omar de la Cruz), Óscar Ureña (46. Josué Báez) Cheftrainer: Ibai Gómez ( Spanien) | Vladimir Nazarov – Saidazamat Mirsaidov, Muhammadqodir Hamroliyev, Abduqodir Xusanov, Zafarmurod Abdurahmatov – Umarali Rahmonaliyev (90.+3' Asadbek Rahimjonov), Abdurauf Boʻriyev , Ibrohim Ibrohimov (57. Abbosbek Fayzullayev) – Ruslanbek Jiyanov (57. Jasurbek Jaloliddinov), Husayin Norchayev (57. Eldor Shomurodov), Alisher Odilov (84. Diyor Xolmatov) Cheftrainer: Temur Kapadze | Usbekistan |
| Dominikanische Republik                                | 1:0 Núñez (51., Foulelfmeter) | 1:1 Odilov (58.) | Usbekistan |
| Dominikanische Republik                                | de Lucas (55.) | Xusanov (25.) | Usbekistan |
| 3. Spieltag                                            | | |            |
| 30. Juli 2024 um 15:00 Uhr in Paris (Parc des Princes) | | |            |
| Zuschauer: 30.475                                      | | |            |
| Schiedsrichter: Mahmood Ismail ( Sudan) 18             | | |            |
| Spielbericht                                           | | |            |

### Gruppe D
| Pl. | Land     | Sp. | S | U | N | Tore    | Diff. | Punkte |
| --- | -------- | --- | - | - | - | ------- | ----- | ------ |
| 1.  | Japan    | 3   | 3 | 0 | 0 | 007:000 | +7    | 09     |
| 2.  | Paraguay | 3   | 2 | 0 | 1 | 005:700 | −2    | 06     |
| 3.  | Mali     | 3   | 0 | 1 | 2 | 001:300 | −2    | 01     |
| 4.  | Israel   | 3   | 0 | 1 | 2 | 003:600 | −3    | 01     |

#### Japan – Paraguay 5:0 (1:0)
| Japan                                                            | Japan | Paraguay | Paraguay |
| ---------------------------------------------------------------- | --- | --- | -------- |
| Japan                                                            | \| 1. Spieltag \| \| 24. Juli 2024 um 19:00 Uhr in Bordeaux (Stade Matmut-Atlantique) \| \| Zuschauer: 14.000 \| \| Schiedsrichter: François Letexier ( Frankreich) 19 \| \| Spielbericht \|                                                                                   | \| 1. Spieltag \| \| 24. Juli 2024 um 19:00 Uhr in Bordeaux (Stade Matmut-Atlantique) \| \| Zuschauer: 14.000 \| \| Schiedsrichter: François Letexier ( Frankreich) 19 \| \| Spielbericht \| | Paraguay |
| Japan                                                            | Leo Kokubo – Hiroki Sekine, Kōta Takai, Seiji Kimura, Ayumu Ōhata (81. Ryūya Nishio) – Rihito Yamamoto (73. Sōta Kawasaki), Joel Chima Fujita , Yū Hirakawa (35. Kein Satō), Shunsuke Mito (73. Shōta Fujio), Kōki Saitō (73. Ryōtarō Araki) – Mao Hosoya Cheftrainer: Gō Ōiwa | Roberto Júnior Fernández – Gilberto Flores, Fabián Balbuena, Ronaldo de Jesús, Daniel Rivas (82. Alexis Cantero) – Marcos Gómez, Wílder Viera, Gustavo Caballero (62. Marcelo Pérez), Diego Gómez (82. Enso González), Marcelo Fernández (62. Kevin Parzajuk) – Julio Enciso (74. Alan Núñez) Cheftrainer: Carlos Jara Saguier | Paraguay |
| Japan                                                            | 1:0 Mito (18.) 2:0 Mito (63.) 3:0 Yamamoto (69.) 4:0 Fujio (81.) 5:0 Fujio (87.) | | Paraguay |
| Japan                                                            | Takai (50.), Sekine (57.) | M. Fernández (8.), de Jesús (80.), González (90.+5') | Paraguay |
| Japan                                                            | Viera (25.) | | Paraguay |
| 1. Spieltag                                                      | | |          |
| 24. Juli 2024 um 19:00 Uhr in Bordeaux (Stade Matmut-Atlantique) | | |          |
| Zuschauer: 14.000                                                | | |          |
| Schiedsrichter: François Letexier ( Frankreich) 19               | | |          |
| Spielbericht                                                     | | |          |

#### Mali – Israel 1:1 (0:0)
| Mali                                                        | Mali | Israel | Israel |
| ----------------------------------------------------------- | --- | --- | ------ |
| Mali                                                        | \| 1. Spieltag \| \| 24. Juli 2024 um 21:00 Uhr in Paris (Parc des Princes) \| \| Zuschauer: 26.305 \| \| Schiedsrichter: Campbell-Kirk Kawana-Waugh ( Neuseeland) 20 \| \| Spielbericht \|                                                             | \| 1. Spieltag \| \| 24. Juli 2024 um 21:00 Uhr in Paris (Parc des Princes) \| \| Zuschauer: 26.305 \| \| Schiedsrichter: Campbell-Kirk Kawana-Waugh ( Neuseeland) 20 \| \| Spielbericht \|                                                                 | Israel |
| Mali                                                        | Lassine Diarra – Ahmed Diomandé, Mamadou Tounkara, Hamidou Diallo, Fode Doucouré – Salam Jiddou (74. Coli Saco), Moussa Diakité, Boubacar Traoré – Brahima Diarra (74. Demba Diallo), Cheickna Doumbia, Thiémoko Diarra Cheftrainer: Badara Alou Diallo | Omer Nir’on – Ilay Feingold, Stav Lemkin, Sean Goldberg, Noam Ben Harush, Liel Abada (67. Osher Davida), Omri Gandelman , Ayano Preda (46. Ido Shahar), Oscar Gloukh (82. Adi Yona) – Elad Madmon (46. Ethane Azoulay), Dor Turgeman Cheftrainer: Guy Luzon | Israel |
| Mali                                                        | 1:1 Doumbia (61.) | 0:1 H. Diallo (56., Eigentor) | Israel |
| Mali                                                        | Diomandé (90.+1') | | Israel |
| 1. Spieltag                                                 | | |        |
| 24. Juli 2024 um 21:00 Uhr in Paris (Parc des Princes)      | | |        |
| Zuschauer: 26.305                                           | | |        |
| Schiedsrichter: Campbell-Kirk Kawana-Waugh ( Neuseeland) 20 | | |        |
| Spielbericht                                                | | |        |

#### Israel – Paraguay 2:4 (0:1)
| Israel                                                 | Israel | Paraguay | Paraguay |
| ------------------------------------------------------ | --- | --- | -------- |
| Israel                                                 | \| 2. Spieltag \| \| 27. Juli 2024 um 19:00 Uhr in Paris (Parc des Princes) \| \| Zuschauer: 28.887 \| \| Schiedsrichter: Drew Fischer ( Kanada) 21 \| \| Spielbericht \|                                                                                        | \| 2. Spieltag \| \| 27. Juli 2024 um 19:00 Uhr in Paris (Parc des Princes) \| \| Zuschauer: 28.887 \| \| Schiedsrichter: Drew Fischer ( Kanada) 21 \| \| Spielbericht \| | Paraguay |
| Israel                                                 | Omer Nir’on – Ilay Feingold, Stav Lemkin (90.+10' Or Israelov), Sean Goldberg, Noam Ben Harush – Liel Abada (85. Osher Davida), Omri Gandelman , Ethane Azoulay, Ido Shahar (72. Adi Yona) – Dor Turgeman (72. Elad Madmon), Oscar Gloukh Cheftrainer: Guy Luzon | Roberto Júnior Fernández – Alan Núñez, Fabián Balbuena, Ronaldo de Jesús, Daniel Rivas – Marcos Gómez, Diego Gómez , Enso González (14. Gustavo Caballero, 90.+1' Kevin Parzajuk), Julio Enciso, Marcelo Fernández (90.+9' Fernando Román) – Marcelo Pérez (90.+9' Gilberto Flores) Cheftrainer: Carlos Jara Saguier | Paraguay |
| Israel                                                 | 1:1 Gandelman (53.) 2:2 Gloukh (80.) | 0:1 M. Fernández (25.) 1:2 Enciso (69.) 2:3 Balbuena (90.+3') 2:4 M. Fernández (90.+6') | Paraguay |
| Israel                                                 | Azoulay (81.) | Caballero (45.+1') | Paraguay |
| Israel                                                 | R. Fernández hält Foulelfmeter von Gloukh (80.) | | Paraguay |
| 2. Spieltag                                            | | |          |
| 27. Juli 2024 um 19:00 Uhr in Paris (Parc des Princes) | | |          |
| Zuschauer: 28.887                                      | | |          |
| Schiedsrichter: Drew Fischer ( Kanada) 21              | | |          |
| Spielbericht                                           | | |          |

#### Japan – Mali 1:0 (0:0)
| Japan                                                            | Japan | Mali | Mali |
| ---------------------------------------------------------------- | --- | --- | ---- |
| Japan                                                            | \| 2. Spieltag \| \| 27. Juli 2024 um 21:00 Uhr in Bordeaux (Stade Matmut-Atlantique) \| \| Zuschauer: 9.893 \| \| Schiedsrichterin: Edina Alves ( Brasilien) 22 \| \| Spielbericht \|                                                                      | \| 2. Spieltag \| \| 27. Juli 2024 um 21:00 Uhr in Bordeaux (Stade Matmut-Atlantique) \| \| Zuschauer: 9.893 \| \| Schiedsrichterin: Edina Alves ( Brasilien) 22 \| \| Spielbericht \|                                                                         | Mali |
| Japan                                                            | Leo Kokubo – Hiroki Sekine, Ryūya Nishio, Kōta Takai, Ayumu Ōhata – Rihito Yamamoto (89. Sōta Kawasaki), Joel Chima Fujita , Fūki Yamada (69. Kein Satō), Ryōtarō Araki (57. Shunsuke Mito), Kōki Saitō (57. Shōta Fujio) – Mao Hosoya Cheftrainer: Gō Ōiwa | Lassine Diarra – Ahmed Diomandé, Ibrahima Cissé, Mamadou Tounkara, Fode Doucouré – Boubacar Traoré , Moussa Diakité, Brahima Diarra (77. Demba Diallo), Salam Jiddou (70. Issouf Sissokho), Thiémoko Diarra – Cheickna Doumbia Cheftrainer: Badara Alou Diallo | Mali |
| Japan                                                            | 1:0 Yamamoto (82.) | | Mali |
| Japan                                                            | Fujita (28.), Nishio (45.+1'), Satō (70.) | Jiddou (55.) | Mali |
| Japan                                                            | Doumbia schießt Handelfmeter links neben das Tor (90.+6') | | Mali |
| 2. Spieltag                                                      | | |      |
| 27. Juli 2024 um 21:00 Uhr in Bordeaux (Stade Matmut-Atlantique) | | |      |
| Zuschauer: 9.893                                                 | | |      |
| Schiedsrichterin: Edina Alves ( Brasilien) 22                    | | |      |
| Spielbericht                                                     | | |      |

#### Israel – Japan 0:1 (0:0)
| Israel                                                       | Israel | Japan | Japan |
| ------------------------------------------------------------ | --- | --- | ----- |
| Israel                                                       | \| 3. Spieltag \| \| 30. Juli 2024 um 15:00 Uhr in Nantes (Stade Louis-Fonteneau) \| \| Zuschauer: 11.671 \| \| Schiedsrichter: Said Martínez ( Honduras) 23 \| \| Spielbericht \|                                                                     | \| 3. Spieltag \| \| 30. Juli 2024 um 15:00 Uhr in Nantes (Stade Louis-Fonteneau) \| \| Zuschauer: 11.671 \| \| Schiedsrichter: Said Martínez ( Honduras) 23 \| \| Spielbericht \|                                                                               | Japan |
| Israel                                                       | Omer Nir’on – Ilay Feingold, Stav Lemkin, Sean Goldberg, Roy Revivo – Ido Shahar (46. Ayano Preda), Ethane Azoulay (69. Adi Yona), Liel Abada, Omri Gandelman (84. Osher Davida), Oscar Gloukh – Elad Madmon (46. Dor Turgeman) Cheftrainer: Guy Luzon | Leo Kokubo – Ryūya Nishio, Kaito Suzuki, Seiji Kimura, Takashi Uchino – Rihito Yamamoto (46. Asahi Uenaka), Sōta Kawasaki (79. Joel Chima Fujita), Fūki Yamada (61. Shunsuke Mito), Ryōtarō Araki (79. Mao Hosoya), Kein Satō – Shōta Fujio Cheftrainer: Gō Ōiwa | Japan |
| Israel                                                       | 0:1 Hosoya (90.+1') | | Japan |
| Israel                                                       | Shahar (16.), Feingold (72.) | | Japan |
| 3. Spieltag                                                  | | |       |
| 30. Juli 2024 um 15:00 Uhr in Nantes (Stade Louis-Fonteneau) | | |       |
| Zuschauer: 11.671                                            | | |       |
| Schiedsrichter: Said Martínez ( Honduras) 23                 | | |       |
| Spielbericht                                                 | | |       |

#### Paraguay – Mali 1:0 (1:0)
| Paraguay                                               | Paraguay | Mali | Mali |
| ------------------------------------------------------ | --- | --- | ---- |
| Paraguay                                               | \| 3. Spieltag \| \| 30. Juli 2024 um 21:00 Uhr in Paris (Parc des Princes) \| \| Zuschauer: 35.736 \| \| Schiedsrichter: Ilgiz Tantashev ( Usbekistan) 24 \| \| Spielbericht \| | \| 3. Spieltag \| \| 30. Juli 2024 um 21:00 Uhr in Paris (Parc des Princes) \| \| Zuschauer: 35.736 \| \| Schiedsrichter: Ilgiz Tantashev ( Usbekistan) 24 \| \| Spielbericht \|                                                                                            | Mali |
| Paraguay                                               | Roberto Júnior Fernández – Alan Núñez, Fabián Balbuena, Ronaldo de Jesús, Daniel Rivas – Marcos Gómez, Diego Gómez (88. Kevin Parzajuk), Marcelo Fernández (88. Gustavo Caballero), Julio Enciso (82. Gilberto Flores), Alexis Cantero – Marcelo Pérez (70. Ángel Cardozo Lucena) Cheftrainer: Carlos Jara Saguier | Lassine Diarra – Ahmed Diomandé, Ibrahima Cissé, Mamadou Tounkara, Fode Doucouré – Coli Saco, Moussa Diakité (78. Demba Diallo), Boubacar Traoré – Salam Jiddou (46. Wilson Samaké), Cheickna Doumbia, Thiémoko Diarra (32. Brahima Diarra) Cheftrainer: Badara Alou Diallo | Mali |
| Paraguay                                               | 1:0 M. Fernández (5.) | | Mali |
| Paraguay                                               | Pérez (38.), D. Gómez (45.+7'), M. Fernández (58.), Cardozo Lucena (71.), R. Fernández (90.+11'), Caballero (90.+12') | Cissé (90.+8'), Doumbia (90.+8'), Doucouré (90.+12') | Mali |
| 3. Spieltag                                            | | |      |
| 30. Juli 2024 um 21:00 Uhr in Paris (Parc des Princes) | | |      |
| Zuschauer: 35.736                                      | | |      |
| Schiedsrichter: Ilgiz Tantashev ( Usbekistan) 24       | | |      |
| Spielbericht                                           | | |      |

## Finalrunde

### Viertelfinale

#### Marokko – Vereinigte Staaten 4:0 (1:0)
| Marokko                                                 | Marokko | Vereinigte Staaten | Vereinigte Staaten |
| ------------------------------------------------------- | --- | --- | ------------------ |
| Marokko                                                 | \| 1. Viertelfinale \| \| 2. August 2024 um 15:00 Uhr in Paris (Parc des Princes) \| \| Zuschauer: 42.868 \| \| Schiedsrichter: Yael Falcón ( Argentinien) 25 \| \| Spielbericht \| | \| 1. Viertelfinale \| \| 2. August 2024 um 15:00 Uhr in Paris (Parc des Princes) \| \| Zuschauer: 42.868 \| \| Schiedsrichter: Yael Falcón ( Argentinien) 25 \| \| Spielbericht \| | Vereinigte Staaten |
| Marokko                                                 | Munir El Kajoui – Achraf Hakimi , Oussama El Azzouzi, Mehdi Boukamir, Zakaria El Ouahdi – Amir Richardson (80. Benjamin Bouchouari), Oussama Targhalline (80. Yassine Kechta), Ilias Akhomach (90.+3' Akram Nakach), Bilal El Khannous, Abde Ezzalzouli (73. Eliesse Ben Seghir) – Soufiane Rahimi (80. Mehdi Maouhoub) Cheftrainer: Tarik Sektioui | Patrick Schulte – Nathan Harriel, Walker Zimmerman, Miles Robinson, John Tolkin (80. Caleb Wiley) – Djordje Mihailovic (66. Duncan McGuire), Tanner Tessmann , Jack McGlynn (71. Josh Atencio) – Kevin Paredes, Paxten Aaronson (80. Benjamin Cremaschi), Griffin Yow (66. Taylor Booth) Cheftrainer: Marko Mitrović ( Serbien) | Vereinigte Staaten |
| Marokko                                                 | 1:0 Rahimi (29., Foulelfmeter) 2:0 Akhomach (63.) 3:0 Hakimi (70.) 4:0 Maouhoub (90.+1', Handelfmeter) | | Vereinigte Staaten |
| Marokko                                                 | El Khannouss (57.) | McGlynn (15.), Aaronson (75.) | Vereinigte Staaten |
| 1. Viertelfinale                                        | | |                    |
| 2. August 2024 um 15:00 Uhr in Paris (Parc des Princes) | | |                    |
| Zuschauer: 42.868                                       | | |                    |
| Schiedsrichter: Yael Falcón ( Argentinien) 25           | | |                    |
| Spielbericht                                            | | |                    |

#### Japan – Spanien 0:3 (0:1)
| Japan                                               | Japan | Spanien | Spanien |
| --------------------------------------------------- | --- | --- | ------- |
| Japan                                               | \| 2. Viertelfinale \| \| 2. August 2024 um 17:00 Uhr in Lyon (Stade de Lyon) \| \| Zuschauer: 19.111 \| \| Schiedsrichter: Dahane Beida ( Mauretanien) 26 \| \| Spielbericht \|                                                                           | \| 2. Viertelfinale \| \| 2. August 2024 um 17:00 Uhr in Lyon (Stade de Lyon) \| \| Zuschauer: 19.111 \| \| Schiedsrichter: Dahane Beida ( Mauretanien) 26 \| \| Spielbericht \| | Spanien |
| Japan                                               | Leo Kokubo – Hiroki Sekine, Kōta Takai, Seiji Kimura, Ayumu Ōhata – Rihito Yamamoto (84. Ryōtarō Araki), Joel Chima Fujita , Shunsuke Mito (74. Asahi Uenaka) – Fūki Yamada (46. Shōta Fujio), Mao Hosoya, Kōki Saitō (67. Kein Satō) Cheftrainer: Gō Ōiwa | Arnau Tenas – Marc Pubill, Eric García, Pau Cubarsí, Juan Miranda – Pablo Barrios, Álex Baena (70. Adrián Bernabé), Aimar Oroz (84. Beñat Turrientes), Fermín López (84. Diego López), Sergio Gómez (88. Miguel Gutiérrez) – Abel Ruiz (88. Samu Omorodion) Cheftrainer: Santi Denia | Spanien |
| Japan                                               | 0:1 F. López (11.) 0:2 F. López (73.) 0:3 Ruiz (86.) | | Spanien |
| Japan                                               | Yamamoto (71.) | García (1.), Baena (45.+7'), F. López (78.) | Spanien |
| 2. Viertelfinale                                    | | |         |
| 2. August 2024 um 17:00 Uhr in Lyon (Stade de Lyon) | | |         |
| Zuschauer: 19.111                                   | | |         |
| Schiedsrichter: Dahane Beida ( Mauretanien) 26      | | |         |
| Spielbericht                                        | | |         |

#### Ägypten – Paraguay 1:1 n.V. (1:1, 0:0), 5:4 i.E.
| Ägypten                                                    | Ägypten | Paraguay | Paraguay |
| ---------------------------------------------------------- | --- | --- | -------- |
| Ägypten                                                    | \| 3. Viertelfinale \| \| 2. August 2024 um 19:00 Uhr in Marseille (Stade Vélodrome) \| \| Zuschauer: 23.753 \| \| Schiedsrichter: Glenn Nyberg ( Schweden) 27 \| \| Spielbericht \| | \| 3. Viertelfinale \| \| 2. August 2024 um 19:00 Uhr in Marseille (Stade Vélodrome) \| \| Zuschauer: 23.753 \| \| Schiedsrichter: Glenn Nyberg ( Schweden) 27 \| \| Spielbericht \|                                                                              | Paraguay |
| Ägypten                                                    | Hamza Alaa – Ahmed Eid, Omar Fayed, Hossam Abdelmaguid, Ahmed Nabil Koka – Mohamed Shehata (78. Ahmed Atef), Mohamed Elneny , Mahmoud Saber (78. Mostafa Saad) – Ahmed Sayed (111. Karim El Debes), Osama Faisal (78. Bilal Mazhar), Ibrahim Adel Cheftrainer: Rogério Micale ( Brasilien) | Roberto Júnior Fernández – Alan Núñez, Fabián Balbuena, Ronaldo de Jesús, Daniel Rivas – Marcos Gómez, Diego Gómez , Wílder Viera, Julio Enciso (78. Gilberto Flores), Alexis Cantero (70. Ángel Cardozo Lucena) – Marcelo Pérez Cheftrainer: Carlos Jara Saguier | Paraguay |
| Ägypten                                                    | 1:1 Adel (88.) | 0:1 D. Gómez (71.) | Paraguay |
| Ägypten                                                    | Elfmeterschießen | | Paraguay |
| Ägypten                                                    | 1:1 Koka 2:1 Elneny 3:2 El Debes 4:3 Abdelmaguid 5:4 Adel | 0:1 D. Gómez Alaa hält gegen Pérez 2:2 Viera 3:3 M. Gómez 4:4 Balbuena | Paraguay |
| Ägypten                                                    | Koka (66.), Sayed (82.), Atef (100.) | Flores (86.), Viera (90.+6'), Pérez (100.) | Paraguay |
| 3. Viertelfinale                                           | | |          |
| 2. August 2024 um 19:00 Uhr in Marseille (Stade Vélodrome) | | |          |
| Zuschauer: 23.753                                          | | |          |
| Schiedsrichter: Glenn Nyberg ( Schweden) 27                | | |          |
| Spielbericht                                               | | |          |

#### Frankreich – Argentinien 1:0 (1:0)
| Frankreich                                                        | Frankreich | Argentinien | Argentinien |
| ----------------------------------------------------------------- | --- | --- | ----------- |
| Frankreich                                                        | \| 4. Viertelfinale \| \| 2. August 2024 um 21:00 Uhr in Bordeaux (Stade Matmut-Atlantique) \| \| Zuschauer: 37.153 \| \| Schiedsrichter: Ilgiz Tantashev ( Usbekistan) 28 \| \| Spielbericht \|                                                                                            | \| 4. Viertelfinale \| \| 2. August 2024 um 21:00 Uhr in Bordeaux (Stade Matmut-Atlantique) \| \| Zuschauer: 37.153 \| \| Schiedsrichter: Ilgiz Tantashev ( Usbekistan) 28 \| \| Spielbericht \| | Argentinien |
| Frankreich                                                        | Guillaume Restes – Kiliann Sildillia, Loïc Badé, Castello Lukeba, Adrien Truffert – Enzo Millot (90.+4' Soungoutou Magassa), Manu Koné, Joris Chotard (79. Maghnes Akliouche), Michael Olise – Jean-Philippe Mateta, Alexandre Lacazette (79. Arnaud Kalimuendo) Cheftrainer: Thierry Henry | Gerónimo Rulli – Joaquín García (90. Gonzalo Luján), Marco Di Cesare (46. Julio Soler, 76. Luciano Gondou), Nicolás Otamendi , Bruno Amione – Kevin Zenón (64. Lucas Beltrán), Cristian Medina (90. Claudio Echeverri), Ezequiel Fernández, Thiago Almada – Giuliano Simeone, Julián Álvarez Cheftrainer: Javier Mascherano | Argentinien |
| Frankreich                                                        | 1:0 Mateta (5.) | | Argentinien |
| Frankreich                                                        | Mateta (33.), Koné (41.), Restes (76.), Akliouche (88.), Magassa (90.+6') | Di Cesare (21.), Medina (53.), Beltrán (55., Bank), Mascherano (55., Trainer), García (83.) | Argentinien |
| Frankreich                                                        | Millot (nach Spielende) | | Argentinien |
| 4. Viertelfinale                                                  | | |             |
| 2. August 2024 um 21:00 Uhr in Bordeaux (Stade Matmut-Atlantique) | | |             |
| Zuschauer: 37.153                                                 | | |             |
| Schiedsrichter: Ilgiz Tantashev ( Usbekistan) 28                  | | |             |
| Spielbericht                                                      | | |             |

### Halbfinale

#### Marokko – Spanien 1:2 (1:0)
| Marokko                                                                        | Marokko | Spanien | Spanien |
| ------------------------------------------------------------------------------ | --- | --- | ------- |
| Marokko                                                                        | \| 1. Halbfinale \| \| 5. August 2024 um 18:00 Uhr in Marseille (Stade Vélodrome) \| \| Zuschauer: 59.882 \| \| Schiedsrichter: Ilgiz Tantashev ( Usbekistan) 29 / Glenn Nyberg ( Schweden) 30 \| \| Spielbericht \|                                   | \| 1. Halbfinale \| \| 5. August 2024 um 18:00 Uhr in Marseille (Stade Vélodrome) \| \| Zuschauer: 59.882 \| \| Schiedsrichter: Ilgiz Tantashev ( Usbekistan) 29 / Glenn Nyberg ( Schweden) 30 \| \| Spielbericht \|                                                                       | Spanien |
| Marokko                                                                        | Munir El Kajoui – Achraf Hakimi , Oussama El Azzouzi, Mehdi Boukamir (88. Mehdi Maouhoub), Zakaria El Ouahdi – Amir Richardson, Oussama Targhalline, Ilias Akhomach, Eliesse Ben Seghir, Abde Ezzalzouli – Soufiane Rahimi Cheftrainer: Tarik Sektioui | Arnau Tenas – Marc Pubill (62. Juanlu Sánchez), Eric García, Pau Cubarsí, Juan Miranda (62. Miguel Gutiérrez) – Pablo Barrios (62. Adrián Bernabé), Álex Baena (90.+2' Samu Omorodion), Aimar Oroz, Fermín López (89. Beñat Turrientes), Sergio Gómez – Abel Ruiz Cheftrainer: Santi Denia | Spanien |
| Marokko                                                                        | 1:0 Rahimi (37., Foulelfmeter) | 1:1 F. López (66.) 1:2 Sánchez (85.) | Spanien |
| Marokko                                                                        | Rahimi (37.), Richardson (76.) | Tenas (37.), F. López (67.), Bernabé (72.) | Spanien |
| 1. Halbfinale                                                                  | | |         |
| 5. August 2024 um 18:00 Uhr in Marseille (Stade Vélodrome)                     | | |         |
| Zuschauer: 59.882                                                              | | |         |
| Schiedsrichter: Ilgiz Tantashev ( Usbekistan) 29 / Glenn Nyberg ( Schweden) 30 | | |         |
| Spielbericht                                                                   | | |         |

#### Frankreich – Ägypten 3:1 n.V. (1:1, 0:0)
| Frankreich                                          | Frankreich | Ägypten | Ägypten |
| --------------------------------------------------- | --- | --- | ------- |
| Frankreich                                          | \| 2. Halbfinale \| \| 5. August 2024 um 21:00 Uhr in Lyon (Stade de Lyon) \| \| Zuschauer: 47.530 \| \| Schiedsrichter: Said Martínez ( Honduras) 31 \| \| Spielbericht \| | \| 2. Halbfinale \| \| 5. August 2024 um 21:00 Uhr in Lyon (Stade de Lyon) \| \| Zuschauer: 47.530 \| \| Schiedsrichter: Said Martínez ( Honduras) 31 \| \| Spielbericht \| | Ägypten |
| Frankreich                                          | Guillaume Restes – Kiliann Sildillia, Loïc Badé, Castello Lukeba, Adrien Truffert – Maghnes Akliouche (118. Soungoutou Magassa), Joris Chotard, Andy Diouf (76. Désiré Doué), Michael Olise – Jean-Philippe Mateta (118. Rayan Cherki), Alexandre Lacazette (105. Arnaud Kalimuendo) Cheftrainer: Thierry Henry | Hamza Alaa – Mohamed Shehata (111. Mostafa Saad), Omar Fayed, Hossam Abdelmaguid, Karim El Debes (90. Ahmed Atef) – Ahmed Nabil Koka, Mohamed Elneny , Mahmoud Saber (98. Ziad Kamal) – Ahmed Sayed (111. Mohamed Hamdy), Osama Faisal (90. Bilal Mazhar), Ibrahim Adel (93. Mohamed Tarek) Cheftrainer: Rogério Micale ( Brasilien) | Ägypten |
| Frankreich                                          | 1:1 Mateta (83.) 2:1 Mateta (99.) 3:1 Olise (109.) | 0:1 Saber (62.) | Ägypten |
| Frankreich                                          | Badé (89.), Lukeba (105.+4') | Fayed (90.+8'), Micale (90.+9', Trainer), Sayed (105.+1'), Kamal (105.+2') | Ägypten |
| Frankreich                                          | Fayed (92.) | | Ägypten |
| 2. Halbfinale                                       | | |         |
| 5. August 2024 um 21:00 Uhr in Lyon (Stade de Lyon) | | |         |
| Zuschauer: 47.530                                   | | |         |
| Schiedsrichter: Said Martínez ( Honduras) 31        | | |         |
| Spielbericht                                        | | |         |

### Spiel um Bronze

#### Ägypten – Marokko 0:6 (0:2)
| Ägypten                                                       | Ägypten | Marokko | Marokko |
| ------------------------------------------------------------- | --- | --- | ------- |
| Ägypten                                                       | \| Spiel um Bronze \| \| 8. August 2024 um 17:00 Uhr in Nantes (Stade Louis-Fonteneau) \| \| Zuschauer: 27.391 \| \| Schiedsrichter: Espen Eskås ( Norwegen) 32 \| \| Spielbericht \| | \| Spiel um Bronze \| \| 8. August 2024 um 17:00 Uhr in Nantes (Stade Louis-Fonteneau) \| \| Zuschauer: 27.391 \| \| Schiedsrichter: Espen Eskås ( Norwegen) 32 \| \| Spielbericht \| | Marokko |
| Ägypten                                                       | Hamza Alaa – Mohamed Shehata (86. Mohamed Hamdy), Mohamed Tarek, Hossam Abdelmaguid, Karim El Debes (46. Ahmed Atef) – Mohamed Elneny , Ahmed Sayed (12. Mostafa Saad), Ahmed Nabil Koka, Mahmoud Saber (56. Ziad Kamal), Ibrahim Adel – Osama Faisal (86. Bilal Mazhar) Cheftrainer: Rogério Micale ( Brasilien) | Munir El Kajoui – Achraf Hakimi , Mehdi Boukamir, Akram Nakach (81. Adil Tahif), Zakaria El Ouahdi – Oussama Targhalline (63. Yassine Kechta), Amir Richardson (78. Eliesse Ben Seghir), Ilias Akhomach, Bilal El Khannous (78. Mehdi Maouhoub), Abde Ezzalzouli (78. Benjamin Bouchouari) – Soufiane Rahimi Cheftrainer: Tarik Sektioui | Marokko |
| Ägypten                                                       | 0:1 Ezzalzouli (23.) 0:2 Rahimi (26.) 0:3 El Khannous (51.) 0:4 Rahimi (64.) 0:5 Nakach (73.) 0:6 Hakimi (87.) | | Marokko |
| Ägypten                                                       | Adel (31.), Atef (50.) | Hakimi (61.) | Marokko |
| Spiel um Bronze                                               | | |         |
| 8. August 2024 um 17:00 Uhr in Nantes (Stade Louis-Fonteneau) | | |         |
| Zuschauer: 27.391                                             | | |         |
| Schiedsrichter: Espen Eskås ( Norwegen) 32                    | | |         |
| Spielbericht                                                  | | |         |

### Finale

#### Frankreich – Spanien 3:5 n.V. (3:3, 1:3)
| Frankreich                                              | Frankreich | Spanien | Spanien |
| ------------------------------------------------------- | --- | --- | ------- |
| Frankreich                                              | \| Finale \| \| 9. August 2024 um 18:00 Uhr in Paris (Parc des Princes) \| \| Zuschauer: 44.260 \| \| Schiedsrichter: Ramon Abatti ( Brasilien) 33 \| \| Spielbericht \| | \| Finale \| \| 9. August 2024 um 18:00 Uhr in Paris (Parc des Princes) \| \| Zuschauer: 44.260 \| \| Schiedsrichter: Ramon Abatti ( Brasilien) 33 \| \| Spielbericht \| | Spanien |
| Frankreich                                              | Guillaume Restes – Kiliann Sildillia (110. Rayan Cherki), Loïc Badé, Castello Lukeba, Adrien Truffert (91. Bradley Locko) – Manu Koné (106. Soungoutou Magassa), Enzo Millot (78. Désiré Doué), Joris Chotard (52. Maghnes Akliouche), Michael Olise, Alexandre Lacazette (52. Arnaud Kalimuendo) – Jean-Philippe Mateta Cheftrainer: Thierry Henry | Arnau Tenas – Marc Pubill (73. Juanlu Sánchez), Eric García, Pau Cubarsí, Juan Miranda (97. Miguel Gutiérrez) – Pablo Barrios, Fermín López (73. Adrián Bernabé), Álex Baena (83. Beñat Turrientes), Aimar Oroz (88. Jon Pacheco), Sergio Gómez – Abel Ruiz (83. Sergio Camello) Cheftrainer: Santi Denia | Spanien |
| Frankreich                                              | 1:0 Millot (11.) 2:3 Akliouche (79.) 3:3 Mateta (90.+3', Foulelfmeter) | 1:1 F. López (18.) 1:2 F. López (25.) 1:3 Baena (28.) 3:4 Camello (100.) 3:5 Camello (120.+1') | Spanien |
| Frankreich                                              | Koné (36.), Badé (45.+5') | Bernabé (76.), Baena (78.), Miranda (90.+2'), Pacheco (94.), Camello (120.+2') | Spanien |
| Finale                                                  | | |         |
| 9. August 2024 um 18:00 Uhr in Paris (Parc des Princes) | | |         |
| Zuschauer: 44.260                                       | | |         |
| Schiedsrichter: Ramon Abatti ( Brasilien) 33            | | |         |
| Spielbericht                                            | | |         |

## Besonderheiten und Rekorde
- Im ersten Spiel der Gruppe B am 24. Juli 2024 zwischen Argentinien und Marokko kam es zum vermeintlichen 2:2-Ausgleich für Argentinien durch Cristian Medina in der 16. Minute der Nachspielzeit. Im Anschluss an den Treffer kam es zum Platzsturm und Einsatz von Pyrotechnik seitens vereinzelter Zuschauer. Daraufhin wurde das Spiel für fast zwei Stunden unterbrochen, um das Stadion zu räumen und unter Ausschluss von Zuschauern fortsetzen zu können. Anschließend wurde der Ausgleichstreffer nach VAR-Einsatz und Ansicht der Bilder seitens des schwedischen Schiedsrichters Glenn Nyberg wegen Abseitsstellung korrekt aberkannt. Anschließend wurde das Spiel für weitere 3 Minuten Nachspielzeit fortgesetzt.[3] Es blieb beim Stand von 1:2 für Marokko. Es war die längste Partie der olympischen Geschichte.[4]